# Michael Ovitz
Michael Steven Ovitz (Chicago, 14 de diciembre de 1946) es un empresario, inversor y filántropo estadounidense. Ovitz fue un agente de talentos que cofundó Creative Artists Agency (CAA) en 1975, de la cual fue su presidente hasta 1995. Posteriormente, se desempeñó como presidente de The Walt Disney Company durante sólo 16 meses, desde octubre de 1995 hasta enero de 1997.

## Primeros años
Ovitz nació en una familia judía rumana en Chicago, Illinois, hijo de un vendedor mayorista de licores. Criado en Encino, California, fue presidente del cuerpo estudiantil en la Escuela Preparatoria Birmingham Center en Van Nuys y compañero de clase de Sally Field y Michael Milken. Mientras era estudiante de medicina en la Universidad de California en Los Ángeles y presidente de Zeta Beta Tau, empezó su carrera en el entretenimiento como guía turístico en un trabajo de tiempo parcial en Universal Studios.

## Carrera
En 1968, y tras graduarse de la UCLA con una licenciatura en teatro, cine y televisión, Ovitz consiguió un trabajo en la sala de correo de la Agencia William Morris. De allí se fue a la facultad de derecho, pero regresó rápidamente (algo que William Morris por lo general no permitía). Pronto fue ascendido y finalmente se convirtió en un exitoso agente de televisión.
Seis años más tarde, él y otros cuatro jóvenes colegas dejaron William Morris para fundar Creative Artists Agency.

### Creative Artists Agency
Insatisfechos con su salario y las limitadas oportunidades de ascenso, Ovitz y sus colegas agentes de William Morris —Ronald Meyer, William Haber, Rowland Perkins y Michael S. Rosenfeld— decidieron formar su propia agencia tras reunir fondos. Cuando William Morris se enteró de sus planes, los despidió en enero de 1975. Con un préstamo de 21.000 dólares obtenido de un banco, los agentes alquilaron una modesta oficina, operando inicialmente con mesas de juego y sillas alquiladas, mientras sus esposas se turnaban como recepcionistas de la nueva agencia.
Se informa que Ovitz cerró tres nuevos acuerdos de empaquetamiento de películas en su primera semana. En cuatro años, CAA generaba $90,2 millones en reservas anuales y se había convertido en la tercera agencia más grande de Hollywood. Bajo su dirección, CAA creció rápidamente de ser una organización incipiente a convertirse en la agencia de talentos líder mundial, expandiéndose de la televisión al cine, la banca de inversión y la publicidad. Ovitz era conocido por ensamblar acuerdos empaquetados, en los que CAA utilizaba su base de talentos para proporcionar directores, actores y guionistas a un estudio, cambiando así el poder de negociación de los estudios hacia los talentos. [2] A medida que CAA ganaba prestigio, Ovitz se convirtió en uno de los hombres más poderosos de Hollywood; era tan influyente que, cuando The New York Times escribió sobre él en 1989, ejecutivos de la industria, directores y actores se negaron a comentar o solo lo hacían con el permiso de CAA.
Ovitz tuvo varios roles en la CAA, fue ascendido a presidente y luego a presidente del directorio. Se desempeñó como agente de talentos de numerosos actores de Hollywood como Tom Cruise, Dustin Hoffman, Kevin Costner, John Belushi, Michael Douglas, Bill Murray, Sylvester Stallone y Barbra Streisand, así como de los directores Steven Spielberg, Barry Levinson y Sydney Pollack. También brindó servicios de consultoría corporativa, ayudando a negociar varias fusiones y acuerdos comerciales internacionales importantes, incluida la adquisición de MCA / Universal por parte de Matsushita, el rescate financiero de MGM / United Artists y la adquisición de Columbia Pictures por parte de Sony. La firma de Coca-Cola por parte de Ovitz como cliente de CAA de la agencia McCann-Erickson tuvo un impacto significativo en la industria publicitaria. Negoció el traslado de David Letterman de NBC a CBS, narrado en el libro The Late Shift: Letterman, Leno, and the Network Battle for the Night de Bill Carter. Sin embargo, no le gustaba la publicidad, y el Times informó que "Ovitz es una de las pocas personas en el mundo que posee casi todas las fotografías que se les han tomado". 

### Disney
Ovitz dejó CAA en 1995 para asumir el cargo de presidente de The Walt Disney Company, bajo la dirección de Michael Eisner. Sin embargo, rápidamente se sintió frustrado con su rol en la empresa debido a la vaga definición de sus responsabilidades. Tras un año tumultuoso como el segundo al mando de Eisner, este lo despidió en enero de 1997. Ovitz dejó Disney con un paquete de indemnización previamente acordado, que incluía 38 millones de dólares en efectivo y aproximadamente 100 millones de dólares en acciones.
Los accionistas de Disney presentaron una demanda contra Eisner y la junta directiva por aprobar un paquete de indemnización tan elevado para Ovitz. Durante los procedimientos judiciales se reveló que las opciones sobre acciones otorgadas a Ovitz fueron parte de su contrato inicial como incentivo para unirse a la compañía, no un beneficio concedido al momento de su despido. En 2005, el tribunal ratificó la legalidad del pago otorgado por Disney.

### Artist Management Group y controversias
En enero de 1999, Ovitz fundó CKE, compuesta por cuatro empresas distintas: Artist Management Group (AMG), Artist Production Group (APG), Artist Television Group (ATG) y Lynx Technology Group (LTG). En 2002, Ovitz vendió AMG a Jeff Kwatinetz por una cantidad no revelada, que se fusionó con su grupo de gestión The Firm.
Después de la venta de AMG, Michael Ovitz generó controversia por declaraciones realizadas en una entrevista con Vanity Fair. En dicha entrevista, Ovitz culpó de la caída de AMG a lo que él describió como una "mafia gay", liderada por el cofundador de DreamWorks, David Geffen. Según Ovitz, además de Geffen, el listado incluía a figuras como el corresponsal de The New York Times, Bernard Weinraub; el presidente de Disney (y exempleador) Michael Eisner; los socios de CAA Bryan Lourd, Kevin Huvane y Richard Lovett; el presidente de Universal Studios, Ronald Meyer (también ex socio de Ovitz en CAA); y el director ejecutivo de Vivendi, Barry Diller. "Si tuviera que identificar la raíz de la negatividad", afirmó Ovitz, "todo se reduce a David Geffen y Bernie Weinraub. Todo gira en torno a ellos y al mismo grupo citado en cada artículo". Posteriormente, Ovitz se disculpó públicamente por sus comentarios en dicha entrevista.

## Vida personal
Ovitz actúa como inversor privado. Activo en la filantropía, donó 25 millones de dólares en 1999 para encabezar los esfuerzos de recaudación de fondos para el Centro Médico de la UCLA, y ha contribuido significativamente a numerosos otros esfuerzos filantrópicos. Como inversionista privado y hombre de negocios, sus actividades notables han abarcado desde intentos de traer un equipo de la NFL al Coliseo de Los Ángeles hasta emprendimientos en medios masivos en línea.
Ovitz está considerado entre los 200 mayores coleccionistas de arte del mundo. Posee obras de Pablo Picasso, Jasper Johns, Willem de Kooning, Barnett Newman, Mark Rothko y muchos otros.
Se casó con Judy Reich, a quien conoció en la universidad; tienen tres hijos, entre ellos la diseñadora de moda neoyorquina Kimberly Ovitz.
En 2015, Ovitz se comprometió con Tamara Mellon.
Ovitz publicó una autobiografía llamada Who is Michael Ovitz?, que relata su tiempo en la CAA y su breve paso por The Walt Disney Company.